# 복정도서관

## 연혁
- 2020년 1월 29일 개관.